# 查爾斯三世王室勳章
查爾斯三世王室勳章（英語：Royal Family Order of Charles III）是英國國王查爾斯三世授予女性王室成員及其他人士的勳章，於2024年設立。該勳章由受贈者在正式場合佩戴 。
徽章是鑲有鑽石的英國國王查爾斯三世琺瑯肖像。在肖像中查爾斯三世身著皇家海軍上將的禮儀制服，帶有嘉德勳章的領章、皇家維多利亞鏈章、皇家維多利亞勳章絛帶、巴斯勳章和功績勳章徽章以及其他徽章。這幅微型肖像畫由伊麗莎白·米克（Elizabeth Meek）根據雨果·伯南德（Hugo Burnand）的照片繪製，以聚酯纖維為基底並以油彩顏料繪製，取代先前王室勳章中使用的象牙。這件作品是以來自皇家收藏的裸鑽鑲邊，頂部以鑲有鑽石和琺瑯的都鐸王冠作裝飾，並鑲嵌在黃金框架中。琺瑯製品是由珠寶商菲奧娜·雷（Fiona Rae）製作，她靠著王子信託基金的貸款開始了自己的生意。背面以金色描繪了國王的皇家標誌。金飾是由伊麗莎白女王獎學金信託基金的得主賽斯·肯尼迪（Seth Kennedy）設計的。勳章絲帶為呈淡藍色的波紋絲帶，呈蝴蝶結狀，由菲利普·特萊西（Philip Treacy）製作；絲帶的顏色是參考喬治五世王室勳章的絲帶顏色。佩戴者應掛其在左肩上。
2024年6月25日，卡蜜拉王后在日本德仁天皇和雅子皇后國事訪問的國宴上首次佩戴這枚勳章。

## 已知獲授勳者

### 尺寸一
- 2024年：卡蜜拉王后[4]（查爾斯三世之妻）

### 尺寸二
- 2024年：安妮長公主[5]（查爾斯三世之妹）
- 2024年：愛丁堡公爵夫人蘇菲[5]（查爾斯三世之弟媳）
- 2024年：告羅士打公爵夫人比哲特[6]（查爾斯三世堂舅之妻）

### 尺寸三
- 2025年：威爾斯王妃嘉芙蓮[7]（查爾斯三世之媳婦）